# Natula
Natula is een geslacht van rechtvleugeligen uit de familie krekels (Gryllidae). De wetenschappelijke naam van dit geslacht is voor het eerst geldig gepubliceerd in 1987 door Gorochov.

## Soorten
Het geslacht Natula omvat de volgende soorten:
- Natula anaxiphoides Chopard, 1925
- Natula averni Costa, 1855
- Natula longipennis Serville, 1838
- Natula matsuurai Sugimoto, 2001
- Natula pallidula Matsumura, 1910
- Natula pravdini Gorochov, 1985